# Xanthorhoe asteria
Xanthorhoe asteria är en fjärilsart som beskrevs av Fawcett 1916. Xanthorhoe asteria ingår i släktet Xanthorhoe och familjen mätare. Inga underarter finns listade i Catalogue of Life.